# Penicillium incoloratum
Penicillium incoloratum är en svampart som beskrevs av L.Q. Huang & Z.T. Qi 1994. Penicillium incoloratum ingår i släktet Penicillium och familjen Trichocomaceae.   Inga underarter finns listade i Catalogue of Life.